# Китайська мова
Кита́йська мо́ва (усна — кит. трад. 漢語, спр. 汉语, піньїнь: hànyǔ, акад. ханьюй; писемна — кит. 中文, піньїнь: zhōngwén, акад. чжунвень) — мова китайців (ханьців, або хінців). Перша мова світу за кількістю мовців — понад 1,3 мільярда осіб. Належить до сино-тибетської мовної сім'ї. Поширена в Китаї (Хіні), країнах синосфери та місцях проживання китайської діаспори (Південно-Східна Азія, США, Австралія, Перу, Британія, Італія, Росія, Україна). Належить до тонових мов. Використовує складну архаїчну ідеограмну писемність — «ханьські літери» (漢字), відому на Заході як китайські (хінські) ієрогліфи, числом до 50-80 тисяч знаків. Оформилася у І тис. до н.е. Пройшла велику еволюцію. У IV—VIII ст. писемна мови (класична писемна) поширилася в Кореї, Японії й В'єтнамі, де виконувала роль мови міжнародного спілкування до кінця ХІХ ст. Офіційна мова Китайської Народної Республіки, Китайської Республіки на Тайвані, Сінгапуру. Одна з шести офіційних і робочих мов ООН.

## Діалекти
Китайська мова має низку діалектів, що істотно відрізняються один від одного. Найбільш разючою є різниця між південними та північними діалектами китайської мови. Загальновідомо, що житель Пекіна практично не розуміє мешканця південних районів Китаю (якщо той розмовляє лише своєю власною говіркою). Часто діалекти китайської мови вважають окремими мовами. На користь цієї думки свідчить той факт, що відмінності між китайськими діалектами можна порівняти з відмінностями між романськими мовами, приміром, між іспанською та італійською. Також усі діалекти використовують одне й те саме письмо. Найбільше відрізняються діалекти фонетично; існує багато лексичних відмінностей; є наявними деякі відмінності в граматиці.
| Північне наріччя або Мандаринська мова: 1. Північно-східний говір 2. Хейбейсько-шаньдунський говір 3. Шаньдунсько-ляодунський говір 4. Пекінський говір 5. Чжун'юаньський говір 6. Ланьчжоусько-іньчуаньський говір 7. Янцзи-хуайхеський говір 8. Південно-західний говір Цзінська мова | Південне наріччя Уська мова, або Шанхайська мова Хуейська мова Ганська мова Хаккаська мова Сянська мова Кантонська мова, або Юеська мова Пінська мова Мінська мова |  |
| Діалекти китайської мови в місцях компактного проживання ханців (середина XX століття). | |  |

### Кількість мовців за діалектами
| Мова              | Інша назва       | Кількість мовців | Основні райони поширення                                           |
| ----------------- | ---------------- | ---------------- | ------------------------------------------------------------------ |
| Мандаринська мова | Північне наріччя | 875 млн          | Китай, Тайвань, Сингапур                                           |
| Уська мова        |                  | 80 млн           | Китай: гирло Янцзи, Шанхай                                         |
| Кантонська мова   |                  | 70 млн           | Китай: Гуансі-Чжуанський автономний район, Учжоу, Гуандун, Гонконг |
| Мінська мова      |                  | 60 млн           | Китай: Фуцзянь, Хайнань, Тайвань, Південно-Східна Азія             |
| Цзінська мова     | Цзінь            | 45 млн           | Китай: Шеньсі, Внутрішня Монголія; Також Хебей, Хенань             |
| Сянська мова      | Хунань           | 36 млн           | Китай: Хунань                                                      |
| Хаккаська мова    | Кейя             | 33 млн           | Південний Китай, Тайвань                                           |
| Ганська мова      | Гань             | 21 млн           | Китай: Цзянсі, Хубей; також Хунань, Аньхой, Фуцзянь                |

Нижче подано таблицю з прикладами етимологічно споріднених слів основними діалектами китайської мови. Приклади підкреслюють генетичну спорідненість та водночас і значні відмінності між діалектами:
| Значення      | Ієрогліф | Давньокитайська мова | Мандаринська мова | Уська мова | Кантонська мова | Хаккаська мова    | Мінська мова | Сянська мова | Ганська мова |
|               |          |                      | Пекін             | Шанхай     | Кантон          | Мейсянь (Гуандун) | Сямень       | Чанша        | Наньчан      |
| ------------- | -------- | -------------------- | ----------------- | ---------- | --------------- | ----------------- | ------------ | ------------ | ------------ |
| їсти          | 食       | *Ljɨk                | shí               | zəʔ˩˨      | sek˨            | st˥               | sit˦         |              |              |
| бути великим  | 大       | *lats                | dà                | du˨˧       | da: i˨˨         | tʰai˥˧            | tai˨˨        | ta˥          | tʰai˩        |
| мати          | 有       | *wjɨʔ                | yǒu               | jɐu˨˧      | iu˦             | u˨˨               | iəu˧˩        | iu˨˧         |              |
| померти       | 死       | *sjijʔ               | sǐ                | ɕi˧˧       | sɛ:i˧˥          | si˧˩              | si˥˧         | sɿ˧˩         | sɿ˨˧         |
| бути білим    | 白       | *brak                | bái               | bʌʔ˩˨      | bɐk˨            | pʰak˥             | peʔ˦         | pə˨˦         | pʰaʔ˨        |
| знати         | 知       | *trje                | zhī               | tsi:˥˥     | tsai˦˦          | tsɿ˧˨             |              |              |              |
| один          | 一       | *ʔjit                | yī                | iɪʔ˥˥      | jɐt˥            | it˩               | tsit˦        | i˨˦          | it˥          |
| три           | 三       | *sum                 | sān               | sᴇ˥˧       | sɐm˥˥           | sam˦              | sã˦˦         | san˧         | san˧˨        |
| п'ять         | 五       | *ngaʔ                | wǔ                | ɦŋ˨˧       | ŋ˨˧             | ŋ˧˩               | gɔ˨˨         | u˧˩          | ŋ˨˩˧         |
| Жінка         | 女       | *nrjaʔ               | nǚ                | ȵy˨˨       | noe: i˨˧        | n˧˩               | lu˥˧         | ȵy˧˩         | ȵy˨˩˧        |
| Гість         | 客       | *khrak               | kè                | kʰʌʔ˥˥     | hɐk˧            | hak˩              | kʰeʔ˧˨       | kʰ ə˨˦       | kʰiɛt˥       |
| Рука          | 手       | *hjuʔ                | shǒu              | sɣ˧˧       | sa: u˧˥         | su˧˩              | tsʰiu˥˧      | ʂ əu˧˩       | sɨu˨˩˧       |
| Серце         | 心       | *sjɨm                | xīn               | ɕin˧˧      | sɐm˥˥           | sim˦              | sim˦˦        | sin˧         | ɕ˧˨          |
| Рік           | 年       | *nin                 | nián              | ȵi˨˨       | ni: n˨˩         | ŋian˩             | ni˨˦         | ȵiɛn˧˥       |              |
| Король        | 王       | *wjang               | wáng              | wɔŋ˨˩      | ɔŋ˨˦            | uan˩˧             | uɔŋ˦˥        |              |              |
| Людина        | 人       | *njin                | rén               | ȵin˨˨      | jɐn˨˩           | ŋip˥              | lin˨˦        | ȥ ən˩˧       | lɨn˧˥        |
| Середина      | 中       | *k-ljung             | zhōng             | tsoŋ˥˧     | tsoŋ˥˥          | tuŋ˥˧             | tiɔŋ˦˦       | tʂɔŋ˧        | tsuŋ˧˨       |
| Ім'я          | 名       | *mrjang              | míng              | min˨˨      | meŋ˨˩           | mia˨˦             | min˧˥        |              |              |
| Вухо          | 耳       | *njɨʔ                | ěr                | ȵei˨˨      | ji:˨˧           | ŋi˧˩              | hi˨˨         | ə˧˩          | e˨˩˧         |
| Дощ           | 雨       | *w(r)jaʔ             | yǔ                | ɦy˨˨       | jy:˨˧           | i˧˩               | u˥˧          | y˧˩          | y˨˩˧         |
| Син           | 子       | *tsjɨʔ               | zǐ                | tsɿ˧˧      | tsi:˧˥          | tsɿ˧˩             | tsu˥˧        | tsɿ˧˩        | tsɿ˨˩˧       |
| Сонце, день   | 日       | *njit                | rì                | ȵiɪʔ˥˥     | jɐt˨            | ŋit˩              | lit˦         | ȥʅ˨˦         | lɨt˥         |
| Південь       | 南       | *nɨm                 | nán               | no˨˨       | nɐm˨˩           | nam˩              | lam˨˦        | lan˩˧        | lan˧˥        |
| Брама, ворота | 門/门    | *mɨn                 | mén               | m ən˨˨     | mu: n˨˩         | mŋ˨˦              | m ən˩˧       | mɨn˧˥        |              |
| Народ         | 民       | *mjin                | mín               | min˨˨      | mɐn˨˩           | min˩              | bin˨˦        |              |              |

## Зв'язок з іншими мовами

#### Тибетсько-бірманські мови
Нині загальновизнаним фактом є приналежність китайської мови до сино-тибетської мовної сім'ї, до якої входить близько 350 мов з 1 300 млн мовців у Китаї, районі Гімалаїв та в Південно-Східній Азії. У більшості класифікацій китайська мова протиставляється решті тибето-бірманських мов, лише окремі мовознавці розглядають китайську як підгрупу тибето-бірманських мов.
У китайській мові є багато найуживаніших лексем, споріднених з рештою сино-тибетських мов:
| Значення      | Китайська мова | Китайська мова        | Китайська мова  | Тибетська мова | Бірманська мова | Мова Лаху |
| Значення      | Ієрогліф       | Літературна китайська | Давньокитайська | Тибетська мова | Бірманська мова | Мова Лаху |
| ------------- | -------------- | --------------------- | --------------- | -------------- | --------------- | --------- |
| «я»/«ми»      | кит.: 我       | wǒ                    | *ngajʔ          | nga            | nga             | ngà       |
| «три»         | кит.: 三       | sān                   | *sum            | gsum           | sûm             |           |
| «п'ять»       | кит.: 五       | wǔ                    | *ngaʔ           | lnga           | ngâ             | ngâ       |
| «шість»       | кит.: 六       | liù                   | *Crjuk          | drug           | khrok           | hɔ̀ʔ       |
| «дев'ять»     | кит.: 九       | jiǔ                   | *kuʔ            | dgu            | kûi             | qɔ̂        |
| «Сонце/день»  | кит.: 日       | rì                    | *njit           | nyima          | ne              | ní        |
| «Ім'я»        | кит.: 名       | míng                  | *mjeng          | ming           | mañ             | mɛ        |
| «прошу»       | кит.: 苦       | kǔ                    | *khaʔ           | kha            | khâ             | qhâ       |
| «прохолодний» | кит.: 凉       | liáng                 | *grjang         | grang          | krak            | gɔ̀        |
| «помирати»    | кит.: 死       | sǐ                    | *sjijʔ          | shiba          | se              | ʃɨ        |
| «отруїти»     | кит.: 毒       | dú                    | *duk            | dug            | tauk            | tɔ̀ʔ       |

Окрім спільного словника базових понять, китайська та тибето-бірманські первинно мали подібну структуру складу. Така структура збереглася в класичній тибетській мові. Спільною також є дериваційна морфологія, тобто спільні консонантні суфікси і префікси, що мають функцію зміни значення.

#### Інші мови
Генетична спорідненість китайської мови з мовами поза сино-тибетською мовною сім'єю загалом не визнається в сучасній лінгвістиці. Проте було зроблено деякі спроби пошуку паралелей за межами цих мов. Так, наприклад, деякі мовознавці висувають гіпотезу спорідненості китайської з австронезійськими мовами, з єнісейськими мовами чи навіть з кавказькими або індоєвропейськими мовами. На підтвердження таких гіпотез наводяться такі приклади, як гіпотетична паралель 谁 shuí < *kwjəl «хто» = латинському quis «хто». Зрештою, жодна з подібних гіпотез не знайшла підтримки більшості мовознавців.

### Запозичення
Тисячолітнє співіснування китайської та інших, генетично неспоріднених, мов призвело до відчутних взаємовпливів. Вплив китайської був особливо значним на мови й культури Кореї, В'єтнаму та Японії. У цих країнах протягом століть послуговувалися виключно китайським письмом.
Водночас, багато як лексичних, так і структурних запозичень є і в китайській мові. Впливом інших мов мовознавці пояснюють характерні для сучасної китайської мови систему тонів або ж обов'язкове вживання числівників.
Наприклад, слово «тигр» є одним з ранніх запозичень кит.: 虎; піньїнь: hǔ (давньокитайська *xlaʔ) з австразійських мов, пор. Mon klaʔ, Mundari kula. Слово «собака» кит.: 狗; піньїнь: gǒu, яке під час Династії Хань (206 р. до н. е. — 220 р. н. е.) витіснило давніше кит.: 犬; піньїнь: quǎn, було запозичене у часи Династії Чжоу (бл. 1100—249 р. до н. е.) з мов мяо-яо. З алтайських мов було запозичено слово «теля» кит. трад.: 犢; піньїнь: dú, пор. монгольське tuɣul, мандаринське tukšan. Особливо багато запозичень датується епохою династії Хань, наприклад: кит.: 葡萄; піньїнь: pútao (виноград) з перської, пор. перське باده bāda. Значний вплив буддизму сприяв появі запозичень з індійських мов: кит.: 旃檀; піньїнь: zhāntán з санскриту candana, кит. трад.: 沙門; піньїнь: shāmén (буддійський чернець) < санскритське śramaṇa. З епохи монгольського панування (1279—1368) збереглося небагато запозичень: кит.: 蘑菇; піньїнь: mógū (гриб) < монгольське moku.
У XVI столітті китайська мова зазнали сильного впливу європейських мов. У цей час було запозичено, наприклад, терміни християнства: кит. трад.: 彌撒; піньїнь: mísa Messe < пізньолатинське лат. missa. З XIX століття з європейських мов запозичувалося багато технічних термінів, однак таких запозичень значно менше, ніж, наприклад, у японській: кит. трад.: 馬達; піньїнь: mǎdá < англійське англ. motor, кит.: 幽默; піньїнь: yōumò < англійське англ. humour. Часом запозичення потрапляли в літературну мову через китайські діалекти: кит. трад.: 沙發; піньїнь: shāfā < шанхайське safa < англійське англ. sofa.
Особливою групою є запозичення з Японії, у яких запозичено не вимову, а написання. Це стало можливим завдяки тому, що саме запозичене слово записувалося в японській китайським ієрогліфом, що мав у китайській інше значення:
- Японське слово яп. 革命 kakumei > китайською кит.: 革命; піньїнь: gémìng (революція)
- Японське слово яп. 場合  baai > китайською кит. трад.: 場合; піньїнь: chǎnghé (обставини)

## Класична китайська мова
Класична китайська мова — традиційна писемна китайська мова, що базується на граматиці й лексиці стародавньої китайської мови і значно відрізняється від сучасної китайської.
Класична китайська використовувалася в Китаї як писемна мова до початку 20 століття. Це була універсальна мова східноазійського регіону. До середини XIX століття вона відігравала роль, подібну до латини у Західній Європі.

## Путунхуа
Путунхуа 普通话 (кит. «проста, звичайна мова») — сучасна літературна китайська мова. Вона базується на пекінському різновиді китайської мови. Цією мовою ведеться викладання в усіх школах континентального Китаю; вона також є офіційною мовою Тайваню та Сінгапуру. На сьогодні більшість китайців, для яких рідними є непівнічні діалекти китайської мови, достатньо добре володіють путунхуа.

## Китайське письмо

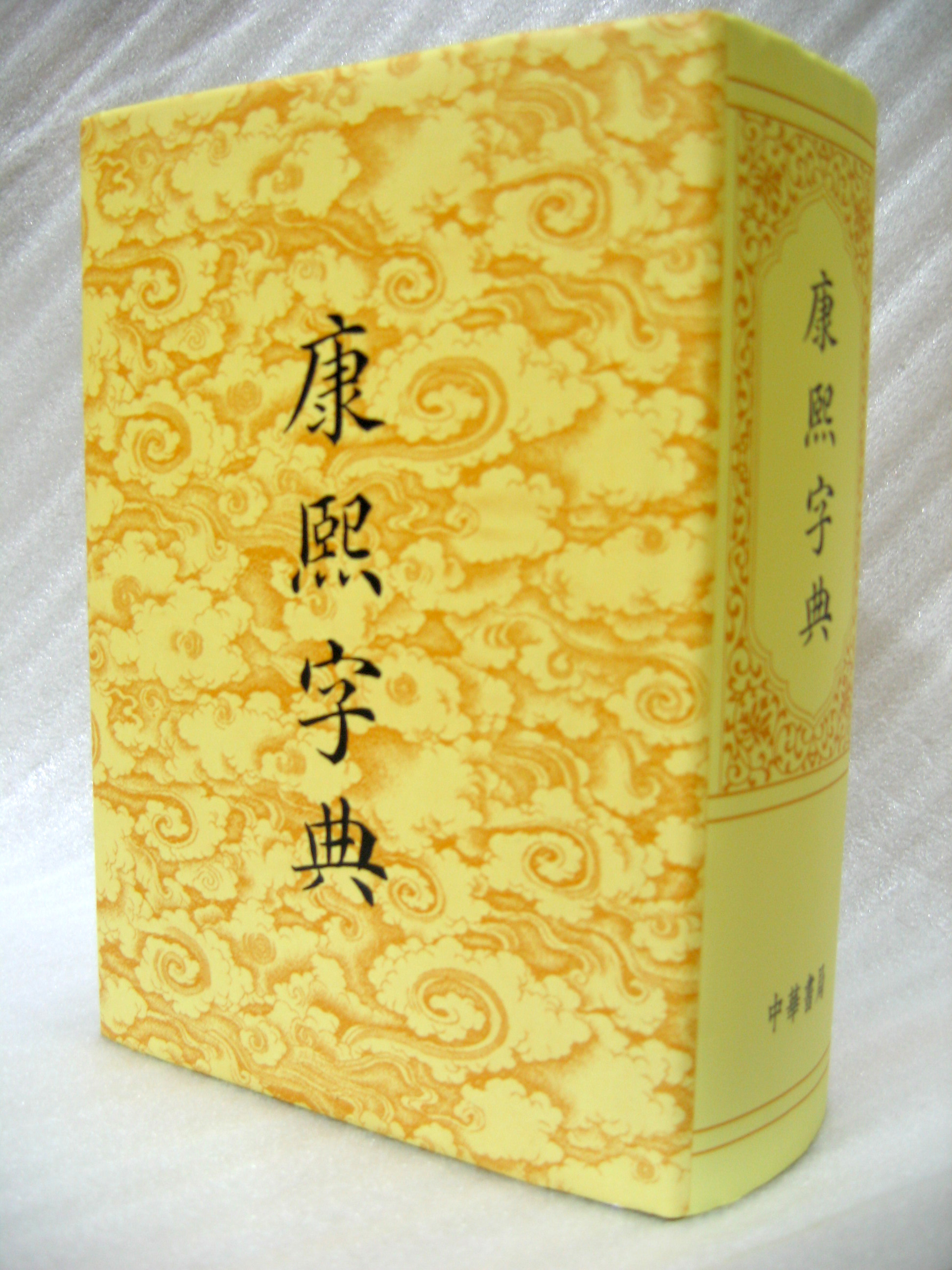
Кансі цзидянь — класичний словник китайської мови.

Китайське письмо є єдиним сучасним ідеографічним письмом. Кожне слово в китайській мові позначається окремим символом. Загальна кількість знаків в системі китайського письма перевищує 80 тис., але більшість із них є застарілими або дублюються. Освічений китаєць знає близько 7 тис. ієрогліфів. Для читання китайської преси потрібно знати 3—4 тисячі.
Певна кількість ієрогліфів є стилізованими зображеннями понять, які позначаються ними, наприклад 日 (ri) «сонце», 月 (yue) «місяць», 女 (nü) «жінка» та інші. Вони також називаються графемами. Переважна більшість ієрогліфів складається з двох або більше графем. Значення такого ієрогліфа може випливати зі значення графем, з яких він складається, наприклад, 明 (ming) «яскравий» складається з графем 日 «сонце» і 月 «місяць»; ієрогліф 休 (xiu) «відпочинок» містить 人 (ren) «людина» і 木 (mu) «дерево». Однак більшість ієрогліфів складається з ключової графеми та фонетичної частини, перша позначає, до якої категорії належить предмет, остання вказує на його приблизну вимову. Наприклад, ієрогліф 杆 (gan) «жердина» містить ключ 木 «дерево» (багато понять, що позначають предмети зроблені з дерева, містять цей ключ) і фонетичну частину 干 (gan); 恨 (hen) «ненависть, ненавидіти» містить ключ 心 (xin) «серце» та фонетик 艮 (gen).

## Фонологія
Склад у путунхуа має строго визначену структуру: початковий приголосний (ініціаль) — голосний, дифтонг чи трифтонг (фіналь).
Система ініціалей: проривні p-b, t-d, k-g; африкати c-z, q-j, ch-zh; щілинні f, s, sh, r, h, x; носові m, n; боковий l. В путунхуа відсутнє характерне для української мови протиставлення приголосних за ознакою глухий/дзвінкий, пари p-b, t-d тощо розрізняються за іншою ознакою — наявністю/відсутністю придиху. Існують також склади, у яких відсутня ініціаль. Ініціаль складається лише з одного приголосного; збіг кількох приголосних неможливий.
Прості фіналі складаються з одного голосного. Складними фіналями є висхідні і низхідні дифтонги та трифтонги. Кінцевим елементом фіналі можуть бути також приголосні n, ŋ та r.
Кожен склад у китайській мові характеризується наявністю тону. У путунхуа існує 4 тони: високий, висхідний, низхідно-висхідний та низхідний. Ненаголошені склади (наприклад, суфікси) вимовляються нейтральним (редукованим) тоном.
Фонетика китайських діалектів може суттєво відрізнятися від описаної вище фонетичної системи путунхуа. Наприклад, у кантонському діалекті менше початкових приголосних та дифтонгів, більше голосних та кінцевих приголосних (склад може закінчуватися на проривні p, t, k). Кількість тонів сягає шести. Кількість можливих складів майже удвічі перевищує їхню кількість у путунхуа.
Сьогодні найпоширенішою системою транскрибування китайських слів засобами латинської абетки є 汉语拼音 (ханью піньїнь). Її використовують у ролі транскрипції у словниках та для передавання китайських власних назв. Для передачі піньїня українською мовою використовується переважно академічна система транскрибування на основі системи Палладія. У 2019 році було також запропоновано альтернативну нову систему — Кірносової—Цісар.[джерело?]

## Граматика

### Словотвір
Морфологічний склад китайських слів дуже прозорий: всі морфеми (лексично чи граматично значущі частини слова) являють собою цілі склади. Єдиним винятком (у путунхуа) є досить поширений (особливо в розмовному варіанті мови) зменшувальний суфікс 儿 (er). У сучасній китайській мові часто вживаються суфікси, наприклад, суфікси іменників 儿 (er), 子 (zi), 头 (tou); дієслівні суфікси 着 (zhao), 到 (dao) тощо. Дуже поширеним є словоскладання. Найчастіше трапляються двоскладові слова, далі йдуть односкладові й багатоскладові слова. Приклад: двоскладові слова 树皮 shupi «кора» (树 shu «дерево», 皮 pi «шкіра»), 动物 dongwu «тварина» (动 dong «рухатися», 物 wu «істота, річ»); 火山 huoshan «вулкан» (火 huo «вогонь», 山 shan «гора»), 小道 xiaodao «стежка» (小 xiao «малий», 道 dao «дорога, шлях»), 电脑 diannao «комп'ютер» (电 dian «електрика» (первісне значення — «блискавка»), 脑 nao «мозок»); трискладове слово 动物园 dongwuyuan «зоопарк» (园 yuan «парк, сад»); п'ятискладове слово 笔记本电脑 bijibendiannao — «ноутбук» (букв. зошит-комп'ютер) (笔记本 bijiben «записна книжка»)

### Морфологія
Китайська мова належить до кореневих, або ізолюючих мов. Слова не змінюються; велику роль відіграють порядок слів та допоміжні слова (прийменники, частки, класифікатори).
Число в китайській мові зазвичай не отримує граматичного вираження: 他吃苹果 ta chi pingguo «Він їсть яблуко/яблука». Існує показник множини для осіб 们 men: 学生们 xueshengmen «студенти» (学生 xuesheng «студент»).
Специфічною службовою частиною мови є класифікатор. Класифікатори вживаються між числівником або вказівним займенником та іменником. Кожен класифікатор пов'язується з певною групою іменників, які мають спільну рису: слова 词典 cidian «словник», 书 shu «книга», 杂志 zazhi «журнал» вживаються з класифікатором 本 ben: 这本词典 zhe ben cidian «цей словник», 三本书 san ben shu «три книги».
Дієслова не змінюються за особами та числами. До них можуть приєднуватися різноманітні видо-часові показники (суфікси):
- теперішній тривалий час: суфікс 着 zhe: 他看着报 ta kanzhe bao «Він читає газету (у даний момент)»;
- минулий завершений час: суфікс 了 le: 昨天我买了一本书 zuotian wo maile yi ben shu «Учора я купив книгу» — дія протікала та закінчилася в минулому;
- минулий невизначений час: суфікс 过 guo: 我去过这儿 wo quguo zher «Я тут бував» — дія відбувалася у невизначений час у минулому.

У китайській мові існує багато модальних часток, наприклад 了 le, яка вказує, що ситуація змінилася: 我不吸烟了 wo bu xiyanle «Я кинув курити» (порівняйте 我不吸烟 wo bu xiyan «Я не курю»). Такі частки існували вже в стародавньокитайській, наприклад, 矣 yi: 足則吾能徵之矣 «Якщо було б достатньо свідчень, я зміг би підтвердити це» (Лунь Юй, 1.9).

## Пунктуація
Офіційне запровадження пунктуації у китайській мові відбулося у 1920 році, за ініціативою Ху Ши, Чжоу Цзоженя та інших інтелектуалів, які підтримували новітні мовні стандарти. До того часу, вжиток пунктуації був опціональним (лише у дидактиці та коментаторській традиції). Відсутність пунктуації компенсувалася наявністю паралельних конструкцій та різноманітних часток для позначення кінця фрази.
У найдавніших епіграфічних пам'ятках серед пунктуаційних знаків маємо лише знак повторення окремого ієрогліфа та крапку наприкінці усього тексту. У текстах пізнішого імперського періоду також набув розповсюдження пропуск у тексті, на означення особливої поваги до імені або титулу персони, про яку йдеться.

## Вивчення в Україні
Список вишів України, що здійснюють підготовку спеціалістів з китайської мови:
- Дніпропетровський національний університет
- Київський національний університет імені Тараса Шевченка
- Київський національний лінгвістичний університет
- Київський університет імені Бориса Грінченка
- Луганський національний університет імені Тараса Шевченка
- Львівський національний університет імені Івана Франка
- Національний педагогічний університет імені Михайла Драгоманова
- Прикарпатський національний університет імені Василя Стефаника
- Харківський національний педагогічний університет імені Григорія Сковороди
- Харківський національний університет імені Василя Назаровича Каразіна
- Запорізький національний університет

Крім того, китайську мову вивчають у спеціалізованій школі «Київська гімназія східних мов № 1» та Харківській гімназії № 6 «Маріїнська гімназія».

### Загальні огляди
- John DeFrancis: The Chinese Language: Fact and Fantasy. University of Hawaii Press, Honolulu 1984
- Bernhard Karlgren: Schrift und Sprache der Chinesen. 2. Aufl., Springer, 2001, ISBN 3-540-42138-6.
- Jerry Norman: Chinese. Cambridge University Press, 1988, ISBN 0-521-22809-3, ISBN 0-521-29653-6.
- S. Robert Ramsey: The Languages of China. 2. Auflage. Princeton University Press, Princeton 1987. ISBN 0-691-06694-9, ISBN 0-691-01468-X
- Graham Thurgood und Randy J. LaPolla: The Sino-Tibetan Languages. Routledge, London 2003. (zum Chinesischen: Seite 57-166)
- Духовная культура Китая: энциклопедия в 5 т. М., 2006 — . Т. 3. Литература. Язык и письменность. 2008. 727 с. Авторы статей общего раздела «Язык и письменность» — О. И. Завьялова и А. М. Карапетьянц, авторы словарных статей о языке и письменности — О. И. Завьялова, И. Т. Зограф, Л. Р. Концевич, А. В. Немтинова, Ф. Ю. Тавровский, Р. Г. Шапиро. Избранная библиография работ на русском языке подготовлена В. П. Журавлевой

### Історія мови
- William H. Baxter: A Handbook of Old Chinese Phonology. Trends in Linguistics, Studies and monographs No. 64 Mouton de Gruyter, Berlin / New York 1992. ISBN 3-11-012324-X.
- W. A. C. H. Dobson: Early Archaic Chinese. A Descriptive Grammar. University of Toronto Press, Toronto 1962 (аналіз мови XI—X століття до н. е.)
- И. С. Гуревич. И. Т. Зограф: Хрестоматия по истории китайского языка III—XV вв., Москва, 1984
- Alain Peyraube: Recent issues in chinese historical syntax. In: C.-T. James Huang und Y.-H. Audrey Li: New Horizons in Chinese Linguistics, 161—214. Kluwer, Dordrecht 1996
- Edwin G. Pulleyblank: Outline of a Classical Chinese Grammar (Vancouver, University of British Columbia Press 1995); ISBN 0-7748-0505-6 / ISBN 0-7748-0541-2.
- Wang Li (王力): 漢語史稿 (Огляд історії китайської мови). Peking 1957.
- Dan Xu: Typological change in Chinese syntax. Oxford University Press, Oxford 2007, ISBN 0-19-929756-8.
- Yang Bojun (杨伯峻), He Leshi (何乐士): 古汉语语法及其发展 (Die Grammatik und Entwicklung des antiken Chinesisch). Yuwen Chubanshe, Peking 2001

### Сучасна китайська мова
- Китайська мова для дітей від 9 до 209 років: підруч. з китайської мови для всіх бажаючих. Курс 1 / Дереґа Я. С., Дереґа Р. Я. — Львів: «Декамерон-2002», 2009. — 304 с. : іл.
- Базовий підручник китайської мови. — 4. print. — Beijing: Beijing Language and Culture University Press, 1995. — 212 с. (Шифр бібліотеки Вернадського: ІВ199975)
- Курдюмов В. А. Курс китайского языка. Теоретическая грамматика. — М.: Цитадель-трейд, Лада, 2005. — 576 с. — 3000 экз. — ISBN 5-9564-0015-3
- Войцехович И. В. Практическая фразеология современного китайского языка. М., 2007
- Chales N. Li und Sandra A. Thompson: Mandarin Chinese. A Functional Reference Grammar. University of California Press, Berkeley 2003
- Huang Borong (黄伯荣) (Hrsg.): 汉语方言语法类编 (Kompendium der Grammatik der chinesischen Dialekte). Qingdao Chubanshe, Qingdao 1996. ISBN 7-5436-1449-9 (китайські діалекти)
- Mataro J. Hashimoto: The Hakka Dialect. A linguistic study of Its Phonology, Syntax and Lexicon. University Press, Cambridge 1973. ISBN 0-521-20037-7
- Nicholas Bodman: Spoken Amoy Hokkien. 2 томи, Charles Grenier, Kuala Lumpur 1955—1958 (йдеться про південну Мінь)
- Ping Chen: Modern Chinese. History and Sociolinguistics. Cambridge University Press, Cambridge 1999
- Stephen Matthews und Virginia Yip: Cantonese. A Comprehensive Grammar. Routledge, London/New York 1994
- Yinji Wu: A synchronic and diachronic study of the grammar of the Chinese Xiang dialects. Mouton de Gruyter, Berlin 2005
- Yuan Jiahua (袁家骅): 汉语方言概要 (Огляд китайських діалектів). Wenzi gaige chubanshe, Peking 1960
- Yuen Ren Chao: A grammar of spoken Chinese. University of California Press, Berkeley 1968 (літературна китайська мова)

### Словники
- Українсько-китайський словник / проф. Шуп Чен, Інститут лексикографії Хейлунцзянського університету. — Пекін: Вид. Шан'у Іньшугуань, 1990. — 584 с.
- Китайсько-український словник / Колодко С. А., кафедра тюркології Інституту філології Київського національного університету . — Київ: Вид. «Консультант». , 2004. — 1176 с.
- Большой китайско-русский словарь, под ред. И. М. Ошанина, т. 1—4, М., 1983—84;
- Большой русско-китайский словарь, Пекин, 1985;
- Instituts Ricci (Hg.): Le Grand Dictionnaire Ricci de la langue chinoise. Desclée de Brouwer, Paris 2001. ISBN 2-220-04667-2.
- Robert Henry Mathews: Mathews’ Chinese-English dictionary. China Inland Mission, Shanghai 1931; Nachdrucke: Harvard University Press, Cambridge 1943 etc.).
- Werner Rüdenberg, Hans Otto Heinrich Stange: Chinesisch-deutsches Wörterbuch. Cram, de Gruyter & Co., Hamburg 1963.
- Li Rong (李荣): 现代汉语方言大词典 (Großes Wörterbuch der modernen chinesischen Dialekte.). Jiangsu jiaoyu chubanshe, Nanjing 2002. ISBN 7-5343-5080-8